# Pfaffenweiler
Pfaffenweiler település Németországban, azon belül Baden-Württembergben. Lakosainak száma 2553 fő (2023. december 31.).

## Népesség
A település népessége az elmúlt években az alábbi módon változott:
| Lakosok száma | 1234 | 1492 | 2046 | 2333 | 2587 | 2656 | 2579 | 2604 | 2512 | 2553 |
|               | 1961 | 1967 | 1974 | 1980 | 1987 | 1993 | 2000 | 2006 | 2013 | 2023 |